# Miškovići
Miškovići – wieś w Chorwacji, w żupanii zadarskiej, w mieście Pag. W 2011 roku liczyła 59 mieszkańców.